# Panimerus unae
Panimerus unae és una espècie d'insecte dípter pertanyent a la família dels psicòdids present al territori de l'antiga República Federal Socialista de Iugoslàvia.